# Lech Koliński
Lech Marek Koliński (ur. 14 stycznia 1948) – polski architekt, profesor sztuk plastycznych, nauczyciel akademicki Akademii Sztuk Pięknych w Warszawie i Wyższej Szkoły Ekologii i Zarządzania w Warszawie.

## Życiorys
W latach 1966–1971 odbył studia na Wydziale Architektury Politechniki Warszawskiej, zaś w latach 1971–1973 studia na Wydziale Projektowania Plastycznego Akademii Sztuk Pięknych w Warszawie. W 1973 rozpoczął pracę w warszawskiej ASP. W latach 2000–2005 był kierownikiem Katedry Architektury i Budownictwa na Wydziale Architektury Wnętrz ASP w Warszawie. W 2002 uzyskał tytuł profesora sztuk plastycznych. W 2008 podjął pracę na Wydziale Architektury Wnętrz w Wyższej Szkole Ekologii i Zarządzania w Warszawie.
Mieszka w Zalesiu Dolnym.